# ديفيد كاستانيدا
ديفيد كاستانيدا (بالإنجليزية: David Castaneda)‏ هو ممثل أمريكي ومكسيكي، ولد في 6 سبتمبر 1988 في لوس أنجلوس في الولايات المتحدة.

## الأعمال

### أفلام
| السنة | العنوان            | الدور             |
| ----- | ------------------ | ----------------- |
| 2012  | نهاية المناوبة     | راعي بقر مكسيكي   |
| 2015  | بالوعة المطبخ      | توني سيروني       |
| 2018  | سكاريو: يوم الجندي | هيكتور            |
| 2021  | المذنب             | الضابط تيم جيراسي |
| 2025  | باليرينا           |                   |
| 2025  | سبليتسفيل          |                   |

### مسلسلات
- أكاديمية المظلة

## روابط خارجية
- ديفيد كاستانيدا على موقع IMDb (الإنجليزية)
- ديفيد كاستانيدا على موقع روتن توميتوز (الإنجليزية)
- ديفيد كاستانيدا على موقع ألو سيني (الفرنسية)
- ديفيد كاستانيدا على موقع قاعدة بيانات الفيلم (الإنجليزية)